# 阿穆爾河畔尼古拉耶夫斯克區
53°09′N 140°44′E / 53.150°N 140.733°E

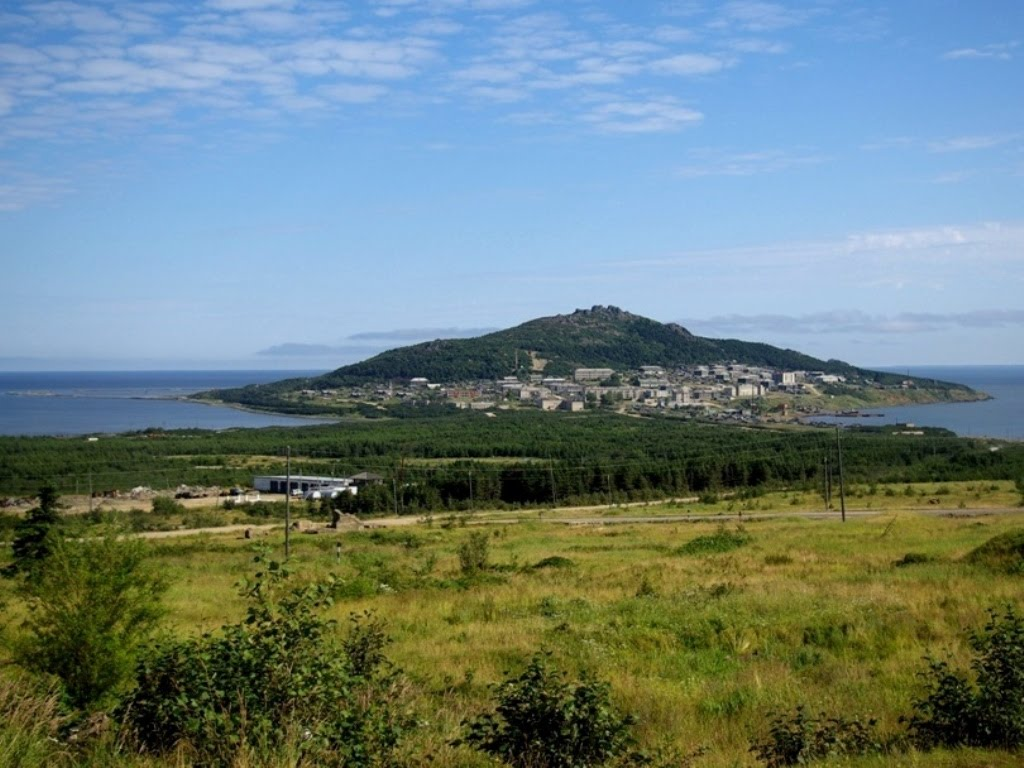

阿穆爾河畔尼古拉耶夫斯克區（俄语：Николаевский район），是俄羅斯的一個區，位於該國東部，由哈巴羅夫斯克邊疆區負責管轄，面積17,188平方公里，2010年人口9,942，人口密度每平方公里0.58人。